# Viborazo
El Viborazo, también conocido como segundo Cordobazo, fue una pueblada masiva obrero-estudiantil derivada de una huelga general convocada por la CGT, ocurrida el 15 de marzo de 1971 en la ciudad de Córdoba, Argentina, durante la dictadura autodenominada Revolución Argentina. La huelga fue declarada en el marco de un plan de lucha de los gremios de la provincia, como rechazo al nuevo gobernador interventor José Camilo Uriburu y como repudio al asesinato del joven obrero Adolfo Cepeda en el llamado «Ferreyrazo», del 12 de marzo de ese mismo año. A diferencia del Cordobazo de 1969, el Viborazo contó con la participación protagónica de los sindicatos clasistas Sitrac-Sitram y mostró una actuación pública de las organizaciones armadas marxistas y peronistas. Córdoba fue declarada como zona de emergencia bajo mando militar, pero esto no pudo evitar la caída, pocos días después, tanto del interventor Uriburu como del presidente de facto Roberto Marcelo Levingston, abriendo camino a la retirada de la dictadura y la salida electoral que se concretaría en marzo de 1973. Fue parte de una serie de puebladas insurreccionales que se multiplicaron entre 1969 y 1972.

## Orígenes del término
El término viborazo, de connotaciones cómicas, es producto del célebre humorismo popular cordobés. Hace alusión a las palabras del interventor de facto de la provincia de Córdoba, José Camilo Uriburu, el 7 de marzo de 1971 en la Fiesta Nacional del Trigo en la ciudad de Leones. Allí, haciendo referencia al poderoso movimiento sindical y estudiantil cordobés, sostuvo que la ciudad era el epicentro de una "conjura revolucionaria" a la que se comprometía a poner fin:

Nadie ignora que la siniestra organización antiargentina que dirige a los que quieren dirigir la contrarrevolución, ha elegido a Córdoba, epicentro nacional, para su cobarde y traicionera maniobra. Por ello es que en estas circunstancias no puedo limitarme a una académica o lírica enunciación de principios o de números. Declaro sí que confundidas entre la múltiple masa de valores morales que es Córdoba, por definición, se anida una venenosa serpiente cuya cabeza quizá Dios me depare el honor histórico de cortar de un solo tajo.
José Camilo Uriburu, interventor de facto de Córdoba, 7 de marzo de 1971.

De inmediato el tradicional humorismo del pueblo cordobés comenzó a usar la imagen de la víbora para reírse del nuevo funcionario. El diario vespertino Córdoba, comenzó a publicar todos los días alguna imagen de una víbora, con comentarios políticos graciosos. El chiste jugaba además con el doble sentido de que en dicha provincia se le dice "uriburu" a un insecto que despide mal olor cuando se lo mata. Producida la pueblada del 15 de marzo, la metáfora de la víbora para aludir al movimiento de oposición a la dictadura se combinó con la palabra "Cordobazo", como se había denominado el estallido de 1969, utilizando el aumentativo "azo" que utilizaron también las demás puebladas que se multiplicaron entre 1969 y 1972. El 17 de marzo, el diario cordobés La Voz del Interior publicó una historieta de un solo cuadro, realizada por el popular dibujante cordobés Alberto Cognigni, mostrando una víbora "panzona", haciendo la digestión y eructando ("GRUP!"), mientras un pajarito le decía "PROVEEECHO...".

## Los hechos

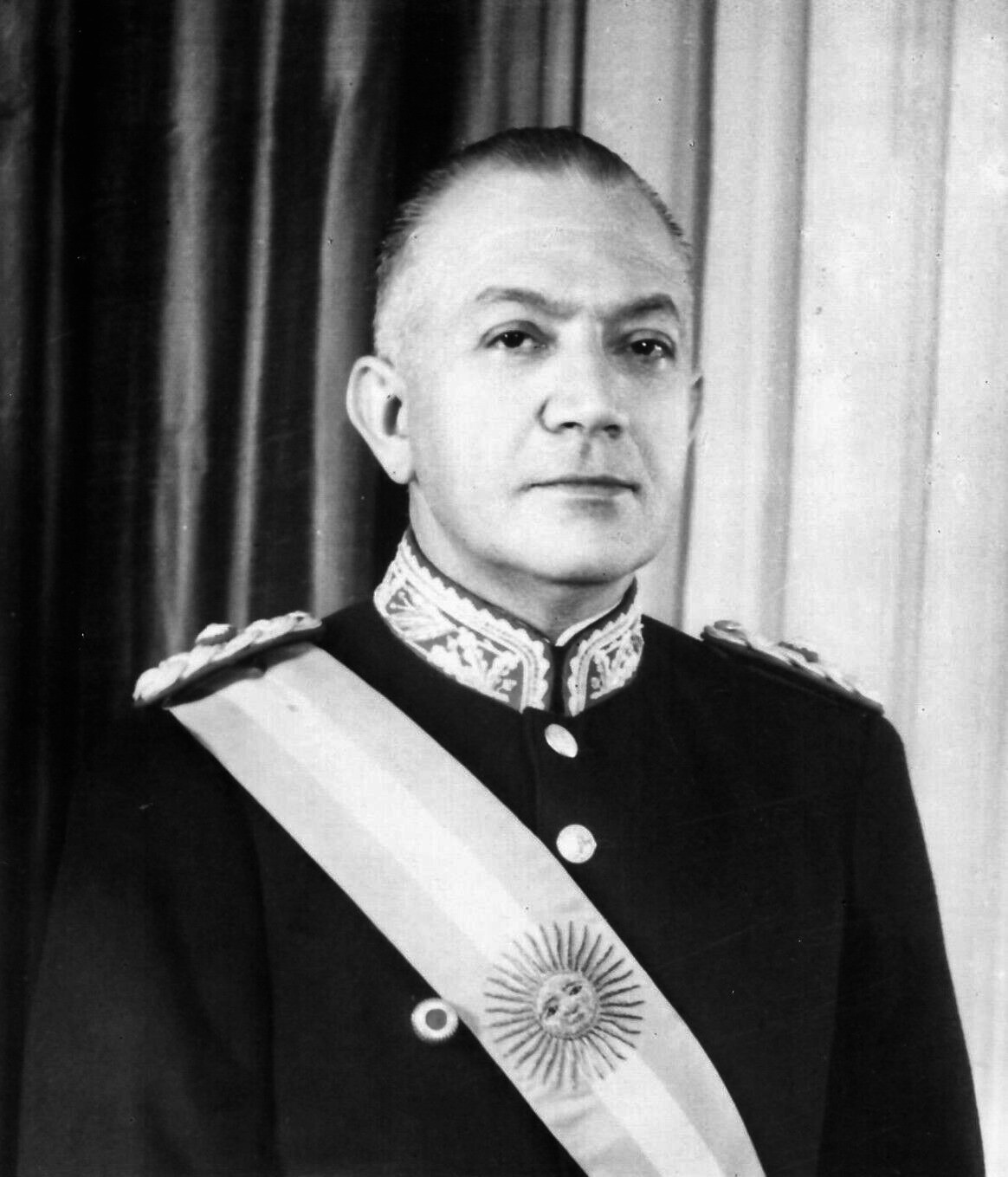
Roberto Marcelo Levingston, dictador de la Argentina durante el Viborazo.

### Antecedentes

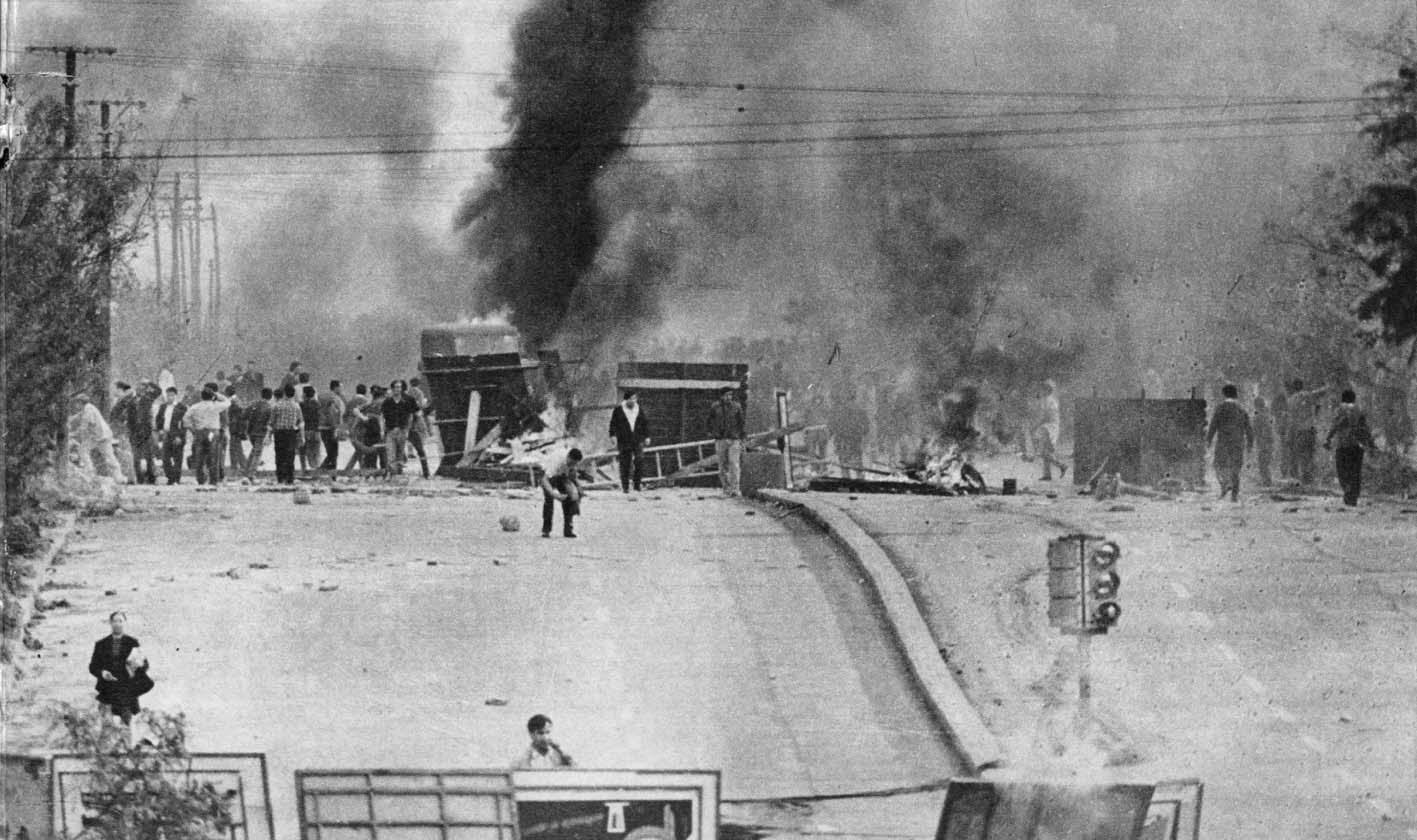
Dos años antes la población de Córdoba había realizado la famosa pueblada conocida como Cordobazo.

En 1955 una coalición cívico-militar había derrocado al gobierno constitucional liderado por Juan Domingo Perón, instalando ladictadura cívico-militar autodenominada «Revolución Libertadora». Los grupos antiperonistas que tomaron el poder se propusieron superar la crisis de la primera etapa de la Industrialización por Sustitución de Importaciones estableciendo un nuevo modelo de acumulación bajo la dirección del capital industrial extranjero, cercenando las conquistas y el peso social y político que habían logrado la clase obrera y los sindicatos, y "desperonizar" al pueblo argentino, combinando la represión, la propaganda, los planes escolares y la realización de elecciones manipuladas. A pesar de esto, la mayoría de los trabajadores mantuvieron su adhesión al peronismo e iniciaron una polifacética resistencia que lo abrió a múltiples resignificaciones. La proscripción del peronismo y la sucesión de gobiernos militares y civiles ilegítimos abrieron una crisis de hegemonía que impidió el afianzamiento de un orden político estable en los años siguientes.  
En 1966, en plena Guerra Fría, con el apoyo de Estados Unidos y su Doctrina de la Seguridad Nacional, se instaló una nueva dictadura autodenominada Revolución Argentina y liderada por el general Juan Carlos Onganía, que disolvió los partidos políticos, estableció una fuerte censura y anunció su intención de establecer un sistema dictatorial "sin plazos". Con Adalbert Krieger Vasena a cargo del área económica, el gobierno inició una racionalización productiva en beneficio de los capitales extranjeros más modernos y suspendió las negociaciones colectivas de trabajo. Las cúpulas sindicales peronistas, encabezadas por Augusto Timoteo Vandor y José Alonso, celebraron el golpe e inicialmente plantearon una "expectativa esperanzada", pero la dictadura lanzó una fuerte represión sobre el movimiento obrero. Esto llevó a la división de la CGT en 1968, de la cual surgieron la CGT de los Argentinos, encabezada por Raimundo Ongaro y orientada al choque frontal contra el gobierno, y la CGT Azopardo, que respondía a Vandor, con una política dialoguista y negociadora. De esta última se desprendió poco después la Nueva Corriente de Opinión, o "participacionismo", un sector sindical liderado por Juan José Taconne de Luz y Fuerza, directamente aliado a Onganía.
La abolición de los partidos políticos y todo canal de expresión política impulsó la radicalización política y el surgimiento de movimientos insurreccionales, que se generalizaron en 1969 bajo la forma de puebladas impulsadas por sectores del movimiento obrero y estudiantil, y coincidieron con el surgimiento de organizaciones guerrilleras, peronistas y marxistas. Entre las puebladas que estallaron en esa época en todo el país, se destacó especialmente el Cordobazo del 29 de mayo de 1969. La ola de estallidos obreros y populares hirieron de muerte el proyecto de la Revolución Argentina, que a partir de entonces comenzó a batirse en retirada, y atizaron el proceso de movilización social y radicalización política que recorría la Argentina. 
La ciudad de Córdoba se caracterizaba en esa época por tener un fuerte movimiento sindical, cuya CGT Regional había sido la primera en reorganizarse tras el golpe de 1955, y también un poderoso movimiento estudiantil, heredero de la Reforma Universitaria de 1918. El movimiento obrero se había fortalecido con la instalación en la ciudad de las grandes fábricas IKA-Renault y Fiat a mediados de los 50, y tenía como principales fuerzas al sindicato que agrupaba a la mayoría de los obreros automotríces (SMATA), al de la industria metalúrgica (UOM), del transporte urbano (UTA) y de la energía eléctrica (Luz y Fuerza).

### Prolegómenos

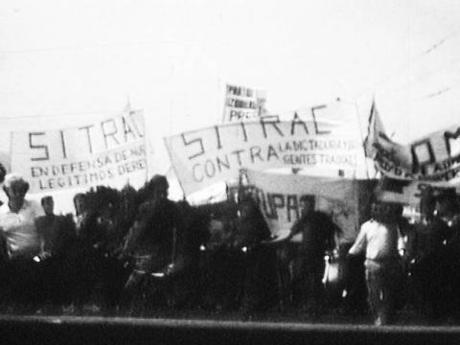
Los sindicatos clasistas SITRAC-SITRAM

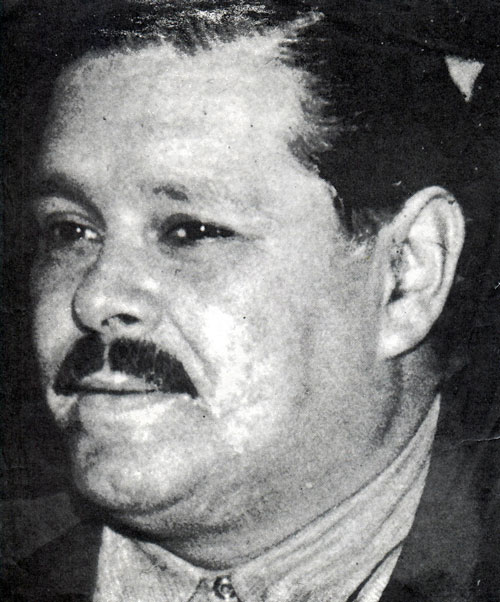
Atilio López, secretario general de la CGT cordobesa.

El 2 de marzo de 1971 el dictador Roberto Marcelo Levingston designó como nuevo interventor de la provincia de Córdoba al dirigente conservador José Camilo Uriburu, miembro de la tradicional élite cordobesa y sobrino del ex-dictador José Félix Uriburu, quien iniciara en 1930 la serie de golpes de Estado en Argentina que impidieron que se consolidara la democracia en el país hasta finales del siglo XX.
En el marco de la reactivación de las discusiones paritarias en todo el país, los gremios de Córdoba habían resuelto un paro activo para el 3 de marzo en apoyo a los sectores en conflicto: los obreros de Forja de IKA-Renault, SITRAC-SITRAM, el Sindicato de Empleados Públicos (SEP), judiciales y no docentes de la UNC. Desde la renuncia de Elpidio Torres (SMATA) como Secretario General de la CGT Córdoba en septiembre de 1970, la central obrera provincial se hallaba acéfala y en crisis. Por entonces, el movimiento obrero cordobés se hallaba integrado por cuatro sectores:
- el sindicalismo peronista legalista, que tenía su base en el sindicato de transporte colectivo (UTA) liderado por Atilio López y en el sindicato mecánico (SMATA) liderado por Elpidio Torres, aunque este último estaba en crisis tras la derrota de las tomas y la huelga larga de junio-julio de 1970, y el 5 de marzo de 1971 (días antes del Viborazo) renunciaría a su cargo en el SMATA, siendo reemplazado por Mario Bagué;
- el sindicalismo peronista ortodoxo, que tenía su base en el sindicato metalúrgico (UOM) liderado por Alejo Simó y el sindicato de taxistas encabezado por Mauricio Labat;
- los sindicatos independientes, encabezados por Agustín Tosco de Luz y Fuerza, una coalición heterogénea con miembros ligados a distintas vertientes de la izquierda (comunistas, socialistas, anarquistas), el radicalismo, la democracia cristiana y otras fuerzas;
- la nueva corriente del llamado sindicalismo clasista, que tenía su base en los sindicatos de dos plantas automotrices de la empresa Fiat, el Sitrac de Concord y el Sitram de Materfer, cuyos secretarios generales eran respectivamente Carlos Masera y Florencio Díaz, en donde predominaban militantes de las nuevas organizaciones de la izquierda revolucionaria marxista y peronista.[8][9][10] El 14 de enero de 1971, el SITRAC había protagonizado una resonante ocupación fabril contra el despido de siete de sus dirigentes, cuyo contundente triunfo proyectó nacionalmente al clasismo.

El 3 de marzo de 1971, al día siguiente de la asunción de Uriburu, el movimiento obrero cordobés realizó un fuerte paro activo, con un acto en la Plaza Vélez Sársfield, tras el cual una nutrida columna marchó a la Cárcel de Encausados en relamo de la libertad de los presos políticos. El 5 de marzo, los gremios de la CGT Córdoba resolvieron continuar con las medidas, conformando a propuesta de Agustín Tosco una Comisión de Lucha. El 7 de marzo, echando más leña al fuego, Uriburu pronunció el ya citado discurso sobre cortar de un solo tajo la víbora cordobesa.

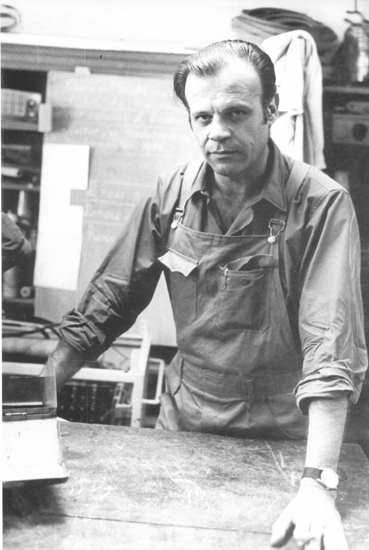
Agustín Tosco, secretario general del sindicato de Luz y Fuerza de Córdoba.

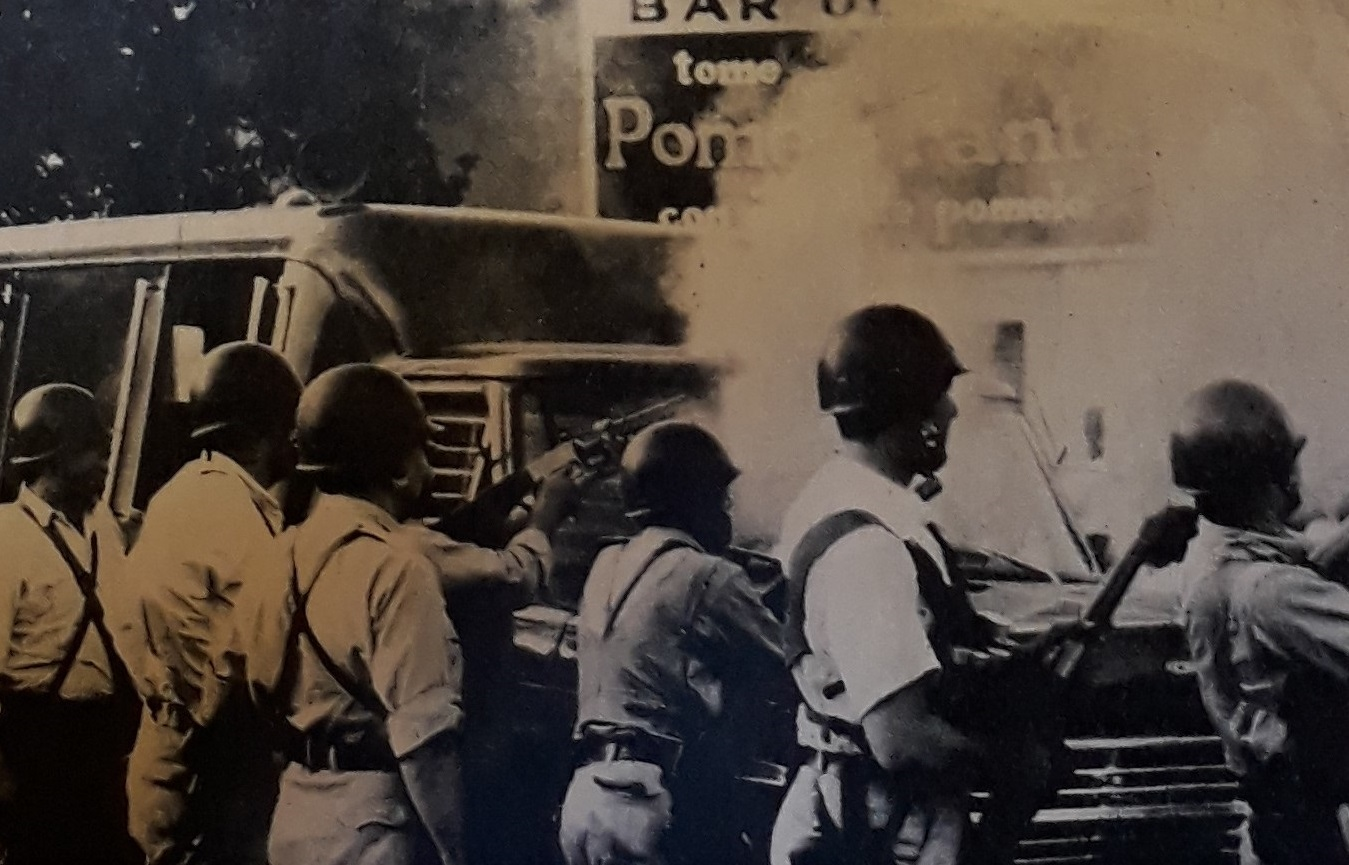
La represión policial durante el Ferreyrazo que se cobró la vida de Adolfo Cepeda

El 9 de marzo, los gremios de la CGT Córdoba discutieron el plan de acción contra el nuevo interventor. A propuesta de la Comisión de Lucha, se aprobó la realización de un paro de 14 horas el viernes 12 de marzo, con ocupaciones simultáneas de todos los establecimientos. SITRAC y SITRAM se opusieron a la medida argumentando que no se podía dar aviso previo de una medida como esa, porque así se facilitaría la represión, a lo que se sumaba el hecho de que ellos se encontraban aún en conciliación obligatoria por la toma de enero. De este modo, los sindicatos de Fiat resolvieron acatar el paro, pero reemplazar la ocupación por el llamado a una concentración de obreros, estudiantes y vecinos en el barrio de Ferreyra, contiguo a las plantas.

### La huelga con tomas del 12 de marzo y el Ferreyrazo
El viernes 12 de marzo se realizó la huelga general con ocupaciones convocada por la CGT Córdoba. Más de un centenar de establecimientos (fábricas, reparticiones públicas, comercios, diarios y hospitales) fueron tomadas pacífica y ordenadamente por los trabajadores. En el ingreso de una fábrica, un cartel explicaba las razones de la huelga:

Fábrica tomada por los obreros. Paritarias sin topes. Salarios justos. No me pisen la vívora. Qué se vaya.

A las 2 de la tarde, tal cual lo previsto, las ocupaciones cesaron y la Comisión de Lucha de la CGT Córdoba festejó la gran adhesión a la medida. 
Mientras tanto, en los barrios de Ferreyra y Nicolás Avellaneda, colindantes con las plantas de Fiat al sudeste de la ciudad, se realizó el acto convocado por SITRAC-SITRAM. Mientras hablaban los oradores, llegó la noticia de que había sido detenido el cura de la parroquia de Ferreyra, el Padre Ángel Giacaglia, ante lo cual los manifestantes decidieron dirigirse al barrio Avellaneda y montar barricadas. Poco después el Padre fue liberado, pero con la llegada de la infantería de policía, dirigida por el Jefe Julio Ricardo San Martino, comenzó la represión a los trabajadores y estudiantes reunidos. En el curso de los enfrentamientos, fue asesinado Adolfo Ángel Cepeda, un obrero de 18 años de la firma Póster Cemento que vivía en el barrio. Ante los hechos, la totalidad de los obreros de Fiat abandonaron las plantas y se sumaron a los combates, y la Comisión de Lucha de la CGT Córdoba resolvió continuar la huelga el resto del día, lo que se conoció como el «Ferreyrazo». 
Al día siguiente, un plenario de gremios de la CGT Córdoba repudió la represión, rindió homenaje a Cepeda y resolvió la convocatoria a un nuevo paro activo el 15 de marzo, con movilización y concentración en Plaza Vélez Sarsfield. El día 14, una imponente multitud de más de 6.000 personas acompañó el cortejo fúnebre de Cepeda hasta el Cementerio San Vicente. A pesar de no ser miembro de la organización, el ataúd del joven obrero fue cubierto con la bandera del Ejército Revolucionario del Pueblo en señal de respeto.

### Huelga general y pueblada del 15 de marzo: el Viborazo
El 15 de marzo, la huelga obrera fue contundente, y desde todos los puntos de Córdoba los trabajadores marcharon hacia el centro montando barricadas a su paso. En medio de su trayecto, la columna proveniente de Fiat se encontró con que el sindicato de Luz y Fuerza encabezado por Tosco había tomado la central de EPEC y el barrio de Villa Revol, lo que cuestionaron como una ruptura de los acuerdos del plenario de gremios.
Hacia el mediodía ya eran más de 12.000 las personas congregadas en la Plaza Vélez Sarsfield, destacándose las columnas de Fiat, IKA-Renault, SEP, IME, Luz y Fuerza y Ferroviarios. Si un equipo de sonido y con la mayoría de los miembros de la Comisión de Lucha de la CGT ausentes, los dirigentes de SITRAC-SITRAM Carlos Masera y Florencio Díaz tomaron la dirección del acto, repudiando a la Dictadura y pronunciándose por el socialismo. En medio de los discursos, se desató una guerra de consignas y cánticos, y la concentración terminó disgregándose. La mayoría marchó entonces a tomar distintas zonas de la ciudad y los barrios circundantes.  Miles de personas a su paso fueron destruyendo postes, negocios, automóviles, carteles, empalizadas y todo lo que fuera útil para montar barricadas, y el área de combate se extendió por 600 manzanas, especialmente en los barrios Clínicas, Villa Revol, Colón, Güemes, Santa Ana, Alto y Bajo Alberdi, Ferreyra, Observatorio y Bella Vista. La destrucción alcanzó negocios, empresas y edificios gubernamentales, y varios supermercados fueron saqueados repartiendo la mercadería entre los vecinos. A diferencia del Cordobazo de 1969, fue visible la presencia y actuación de organizaciones armadas como el Ejército Revolucionario del Pueblo y las Fuerzas Armadas Peronistas. 
La represión policial, coordinada por el jefe de Estado Mayor del Ejército, general Alcides López Aufranc, se complementó con la actuación de un grupo de élite de la Policía Federal traído de Buenos Aires, la Brigada Antiguerrillera al mando del comisario Alberto Villar. Los saldos de la jornada fueron más de 300 detenidos, una veintena de heridos y un nuevo muerto: Pablo Javier Basualdo, ordenanza del colegio “Manuel Belgrano”.

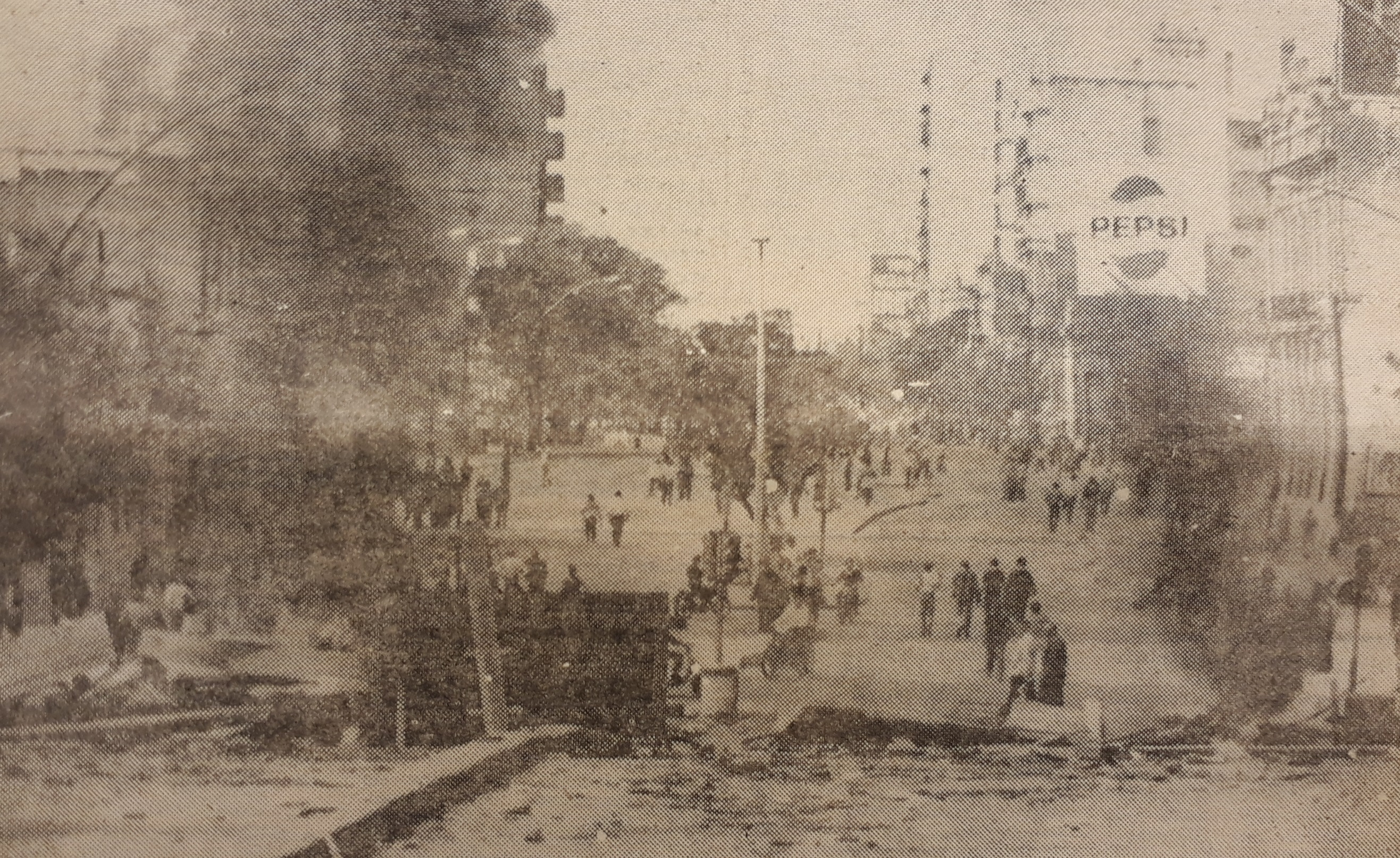
Una de las imágenes del Viborazo

Por la noche, Uriburu felicitó a los efectivos de la Policía Federal por su eficiencia en la tarea de «desalojar a la víbora del barrio Clínicas», clásica área de residencia estudiantil y uno de los epicentros de las luchas del período: “Uriburu consideraba que la cabeza de esa víbora maldita estaba entre los estudiantes en el barrio Clínicas, pero advertía también que su ‘peligrosa cola’ se paseaba por la zona industrial de Ferreyra, donde era creciente el activismo de Sitrac-Sitram”. Pocas horas después, el dictador Levingston le pidió la renuncia, y en su reemplazo fue designado el Contraalmirante Helvio Guozden. Al día siguiente, La Voz del Interior publicó el irónico dibujo de Cognigni que mostraba a la víbora comiéndose al interventor. El Gobierno puso a los detenidos a disposición del Poder Ejecutivo Nacional, dictó orden de captura para los miembros de la Comisión de Lucha de la CGT e intervino varios sindicatos, entre ellos SITRAC-SITRAM y el Sindicato de Empleados Públicos (Luz y Fuerza ya estaba intervenido). El 18 de marzo, ante un nuevo paro convocado por los gremios de Córdoba, se dispuso la declaración de la ciudad como Zona de Emergencia bajo mando militar, profundizando la represión y persecución. 

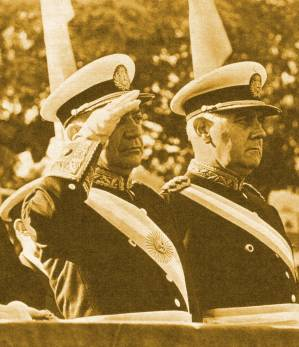
Los dictadores Levingston y Lanusse

### Caída del dictador Levingston y salida electoral
Una semana después también fue desplazado el dictador Levingston, a causa de un golpe de Estado interno. Tras su renuncia, el 26 de marzo de 1971 asumió el general Alejandro Agustín Lanusse, quien tomó el mando en un clima político de rechazo generalizado a la dictadura, lo que lo obligó a dar comienzo a un proceso de salida electoral sobre la base del llamado Gran Acuerdo Nacional (GAN), la cual que se concretaría recién dos años después, en marzo de 1973. 
En abril de 1971, finalmente se logró la normalización de la CGT Córdoba, al mando de la cual fueron electos Atilio López como Secretario General y Agustín Tosco como Secretario Adjunto, sellando la alianza entre los sectores legalista e independiente del sindicalismo cordobés. SITRAC-SITRAM, que tras el Viborazo sufrió la prisión de uno de sus principales líderes, Gregorio Flores, rechazó integrarse al nuevo Secretariado con el fin de preservar su autonomía.
El Mayor de Ejército (RE) Julio San Ricardo Martino, jefe de la policía cordobesa responsable de la represión durante el Ferreyrazo y a quien los grupos revolucionarios hicieron responsable del asesinato de Adolfo Cepeda, a pesar de que el informe forense N°2449 indicó que la bala era de bajo calibre y no pertenecía a la Policía de Córdoba, fue ejecutado, por otros motivos, cuatro meses después en un operativo conjunto de las FAR, las FAP y Montoneros.
Luego del «Viborazo», continuaron las puebladas insurreccionales y la actividad guerrillera, en medio de un fuerte descontento popular. En ese marco, y desde el exilio, Juan Domingo Perón fue sumando adeptos y aliados, hasta conformar un amplio frente, el FREJULI, que encabezado por la fórmula Cámpora-Solano Lima logró la victoria en los comicios que restablecieron por un tiempo el régimen constitucional en la Argentina. 